# Ciszterci templom (Székesfehérvár)
A Nepomuki Szent János-plébániatemplom vagy közkeletűbb nevén Ciszterci templom, a magyarországi barokk és Székesfehérvár egyik legjelentősebb műemléke, a belvárosi Fő utca meghatározó épülete, a belvárosi római katolikus Nagyboldogasszony Plébánia főtemploma. 1751-re építették fel a jezsuiták, akik a török hódoltság után érkeztek a városba. A rend feloszlatását (1773) követően a pálosoké lett, az ő feloszlatásukat követően (1786) előbb német plébániatemplomként működött, majd 1813-tól a mai napig a ciszterci rend temploma. Sekrestyéjében Magyarország legértékesebb rokokó stílusú templombútorzata tekinthető meg.
A templomhoz tartozó egykori rendház ma a Szent István Király Múzeumnak, Magyarország második legnagyobb múzeumának központi épülete. A rendház másik fele a Vörösmarty Mihály Könyvtár központi könyvtárának gyermekrészlegének ad otthont.

## Története
Az oszmánok 1688-as kiűzését követően szinte azonnal megérkeztek Székesfehérvárra a jezsuiták. Első templomuk a mai ferences templom helyén állt. Más források szerint első, a Szeplőtelen Fogantatás tiszteletére felszentelt kis templomuk már a mai templom helyén állt. Fél évszázad elteltével egy korábbi török dzsámi helyén kezdték meg új, impozáns, gazdag barokk templomuk és kolostoruk építését, amely 1742 és 1751 között zajlott.

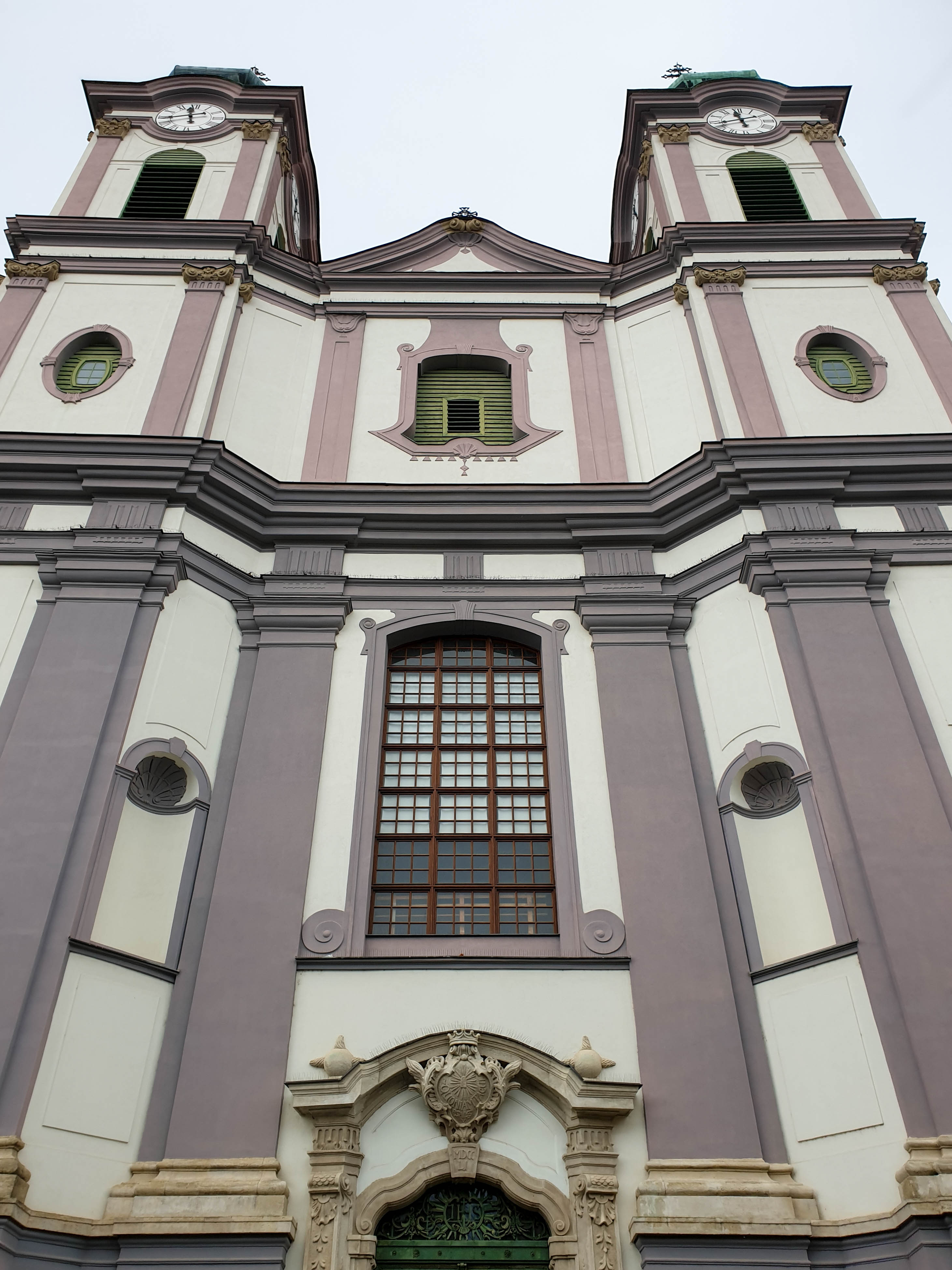
A templom homlokzata a jezsuita barokk kiemelkedő példája

A templom építtetője Vanossi Antal, az osztrák–magyar jezsuita rendtartomány provinciálisa volt, aki teljes atyai örökségét a templom és a rendház építésére fordította. Édesapja, Vanossi Lőrinc Székesfehérvár korabeli városkapitánya és adószedője volt. A hagyomány Johann Michael Gabner nevét őrizte meg a templom mestereként, ezt azonban cáfolja a tény, hogy az alapkőletétel évében még csupán 3 éves volt. Schoen Arnold kutatásai alapján a templom tervezője és építőmestere Martin Witwer karmelita szerzetes tanítványa, a linzi születésű Paul Hatzinger volt. A tervrajzokon az 1740–1742-es évszámok szerepelnek.
A rendház építését 1742-ben kezdték meg, a templom alapkövét 1745. március 22-én tették le, 1746. július 31-én, Loyolai Szent Ignác ünnepén pedig már a keresztek is felkerültek a toronysisakokra. A templom épülete 1751-ben készült el teljesen, ezt az évszámot örökíti meg a kapu szemöldökkövének felirata is. Noha a freskók és a belső díszítőfestés 1748-ra elkészült, és 1749-ben már a főoltárt is említik korabeli források, a teljes berendezés 1751-ben még valószínűleg hiányos volt. A sekrestye csak később, 1764 és 1768 között készült el. Az ünnepélyes felszentelésre 1756. november 30-án került sor. 1773-ban a jezsuita rendet feloszlatták, a templomot és a rendházat a pálosok kapták meg, de rendjüket II. József király 1786-ban feloszlatta. Ezután rövid ideig üresen állt, majd a belvárosi német polgárok temploma lett. 1813-ban a ciszterci rend kapta meg és 137 éven át ők miséztek falai között, míg 1950-ben fel nem oszlatták őket. A rendszerváltást követően ismét az övék lett a templom és a rendház, és ők működtetik az 1994-ben visszakapott hírneves Ciszterci Szent István Gimnáziumot is. 1948 óta plébániatemplom.
A templomot 2014-ben teljes körűen felújították, valamint három új harangot szenteltek, melyek az északi toronyban kaptak helyet.

## Leírása

### Külseje
Az épület Székesfehérvár belvárosának főutcáján található. Kettős tornya, tömegarányai a jezsuita templomépítészet vonásait hordozzák. A barokk homlokzatból kilépnek az órapárkányos, hagymasisakkal záródó tornyok, amelyek sisakcsúcsát kettős kereszt díszíti. A tornyok közötti középrizalitot enyhén ívelt timpanon zárja le, lejjebb lant alakú, majd a főpárkány alatt szegmensíves ablak látható. A tornyokat rézsűfalak kötik össze a hátrább léptetett homlokzattal, ezeken apró szoborfülke figyelhető meg. A volutás kőkapuzat szemöldökkövén az MDCCLI (1751) évszám a templom elkészültére utal, feljebb pedig a jezsuita címer látható, valamint egy bibliai idézet (Zsolt., 33.)

### Belseje

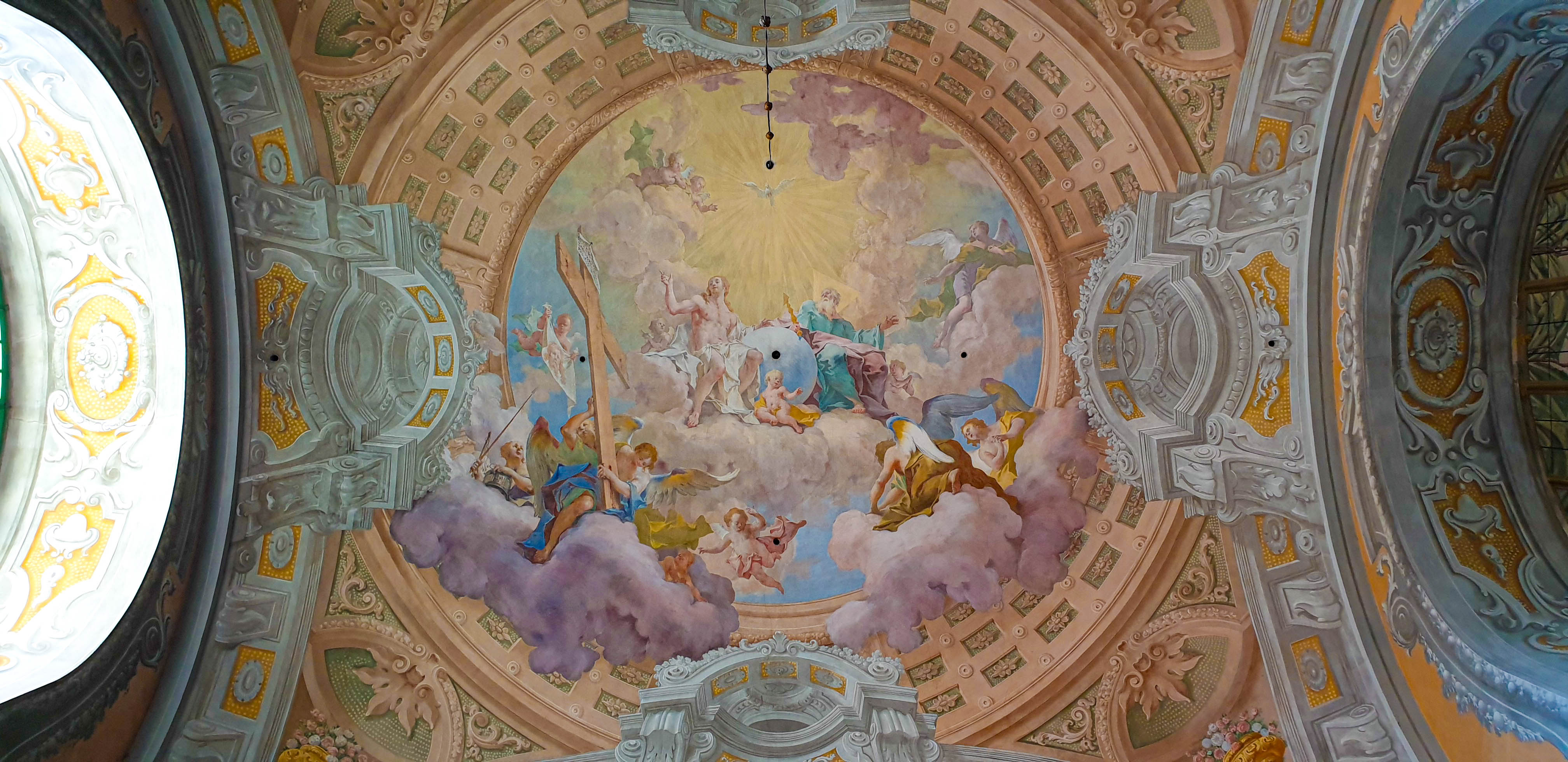
A Szentháromságot ábrázoló szentélyfreskó

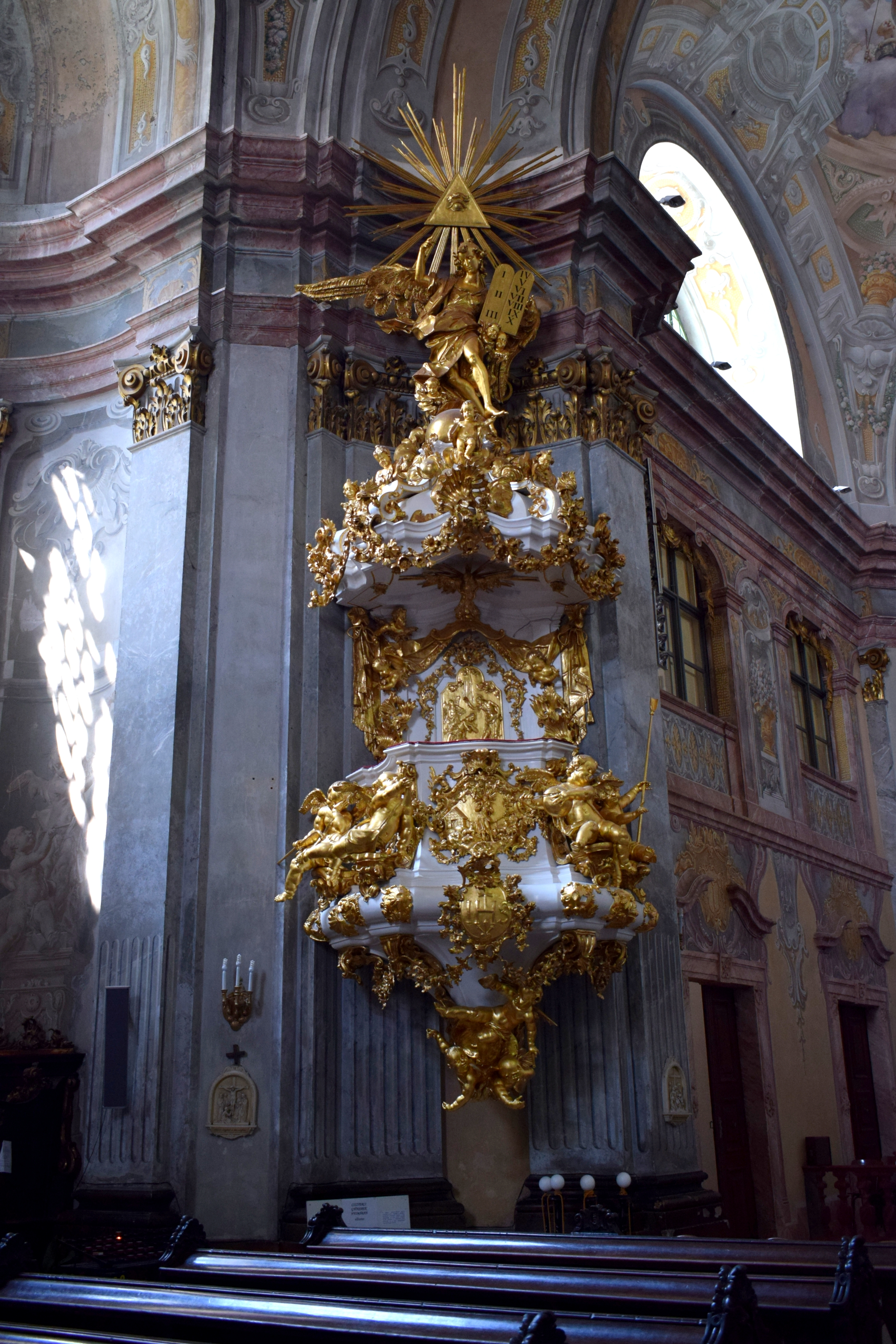
A gazdag rokokó szószéket Bebo Károly készítette

Belépve tágas, jól megvilágított tér tárul elénk. A hajó mennyezete csehsüvegboltozatos, melyeket vékony hevederívek választanak el egymástól. A szemet először a lendületes freskók ragadják meg, ezeket Caspar Franz Sambach  osztrák festő készítette. A boltszakaszokban a bejárattól a szentély felé haladva először a nagy jezsuita szent, Loyolai Szent Ignác megdicsőülése látható a három teológiai erény, a Hit, Remény és Szeretet allegorikus női alakjával, valamint egy indián törzsfőnök, egy kínai férfi, és egy szerecsen ember is megjelenik a képen a Földet szimbolizáló kék golyó körül. A sort egy koronás nőalak, a kereszténység vezeti, a kép értelmezése alapján a kontinensekről mintázott alakok a jezsuiták fő célját, a pogányok missziós térítését szimbolizálják. Tovább haladva, a diadalív előtt a Regnum Marianum eszméjét hirdető Magyarok Nagyasszonyának mennyezetfreskója tárul elénk az előtte térdeplő, a koronát felajánló Szent István király és a magyar címert a kezében tartó Szent Imre herceg, valamint Szent Mihály arkangyal védelmező alakjával. A szentély kupolafreskójának témája a Szentháromság, láthatjuk a földgömb két oldalán ülő Atyát és Fiút, illetve a kupola középpontján lévő Szentlélek-galambot. A három isteni alakot angyalok sokasága veszi körül, akik a bal oldalon a megüresedett keresztfát és Krisztus kínszenvedésének eszközeit hordozzák dicsőségesen. A főoltárkép szintén freskó, Nepomuki Szent János megdicsőülését ábrázolja. A gyónási titok védőszentjét angyalok sokasága veszi körül. Alatta a földön állva öt ember szemléli az apoteózist. Egyes értelmezések szerint köztük van a két építtető, Vanossi Antal és báró Amadé Antalné, valamint Vanossi Lőrinc, Antal apja, akinek bűneiért fia jelentős összeget adományozott a templom felépítésére. Más felfogás szerint a bal oldali csoport a Lelkiismeret, Vétkezés és Szolgaság allegorikus alakjai, a jobb oldali csoport emberalakjai pedig a jámbor keresztény életet testesítik meg. Ez utóbbi magyarázatot erősíti a kép bal oldalán álló férfi alakja, akinek mellkasából egy kígyó mászik ki, ezzel szimblizálva a lelkiismeretfurdalást. A főoltárfreskó nagy értéke a teret látványban kibővítő, perspektivikus ábrázolás. A perspektíva a földi és az égi világ találkozását fejezi ki, a kettő határát a felhőn ülő angyal alakja jelzi. A főoltárkép voltaképpen kettős, a templom másik védőszentjének, Nagyboldogasszonynak a kisméretű képe a tabernákulum fölött látható, kétoldalról egy-egy angyal fogja közre.
Négy mellékoltára van. Jobboldalt, a bejárat mellett az 1752-ben készült Xavéri Szent Ferenc-oltárt és az őt ábrázoló festményt láthatjuk, vele átellenben az ugyanekkor készült Őrangyal-oltár áll. A második boltszakasz fülkéiben jobboldalt Loyolai Szent Ignác képét láthatjuk, amelyet Michelangelo Unterberger festett, vele szemben pedig a Szent Kereszt-oltárkép, a kereszten szenvedő Krisztust ábrázolja. A templom teljes bútorzatát (padok, gyóntatószékek stb.) a fehérvári jezsuiták készítették saját asztalosműhelyükben F. Baumgartner Bernát tervei szerint. A játékos, könnyed megjelenésű rokokó szószék Bebo Károly óbudai szobrász munkáját dicséri. Hátfalán Krisztus megkeresztelését, kosarán pedig a Jó Pásztort láthatjuk a jezsuiták címerével és puttókkal körülvéve. 
A bejárat két oldalán kicsiny oldalkápolnákat találunk. Jobboldalt Szent Imre oltára, alatta Szent Candid vértanú teljes csontvázas ereklyéjével, melyet a templomépítő szerzetes, Vanossi Antal kapott a tusculani püspöktől ajándékba. Az csontváz lábánál, egy piros kehelyben Szent Candid vére látható. Vele átellenben az ifjúság másik védőszentje, a jezsuita Gonzaga Szent Alajos oltára.
A szentély bal oldalán a lorettói kápolna húzódik, ezt F. Werle Antal SJ és F. Magis János SJ jezsuita testvérek festették ki. Innen csigalépcsőn keresztül lehet lejutni a templom alatti kriptába, ahol többek közt az egri ciszterci templom tragikus sorsú papja, Dr. Debreczeni Sixtus nyugszik tanárai mellett.
- A sekrestye

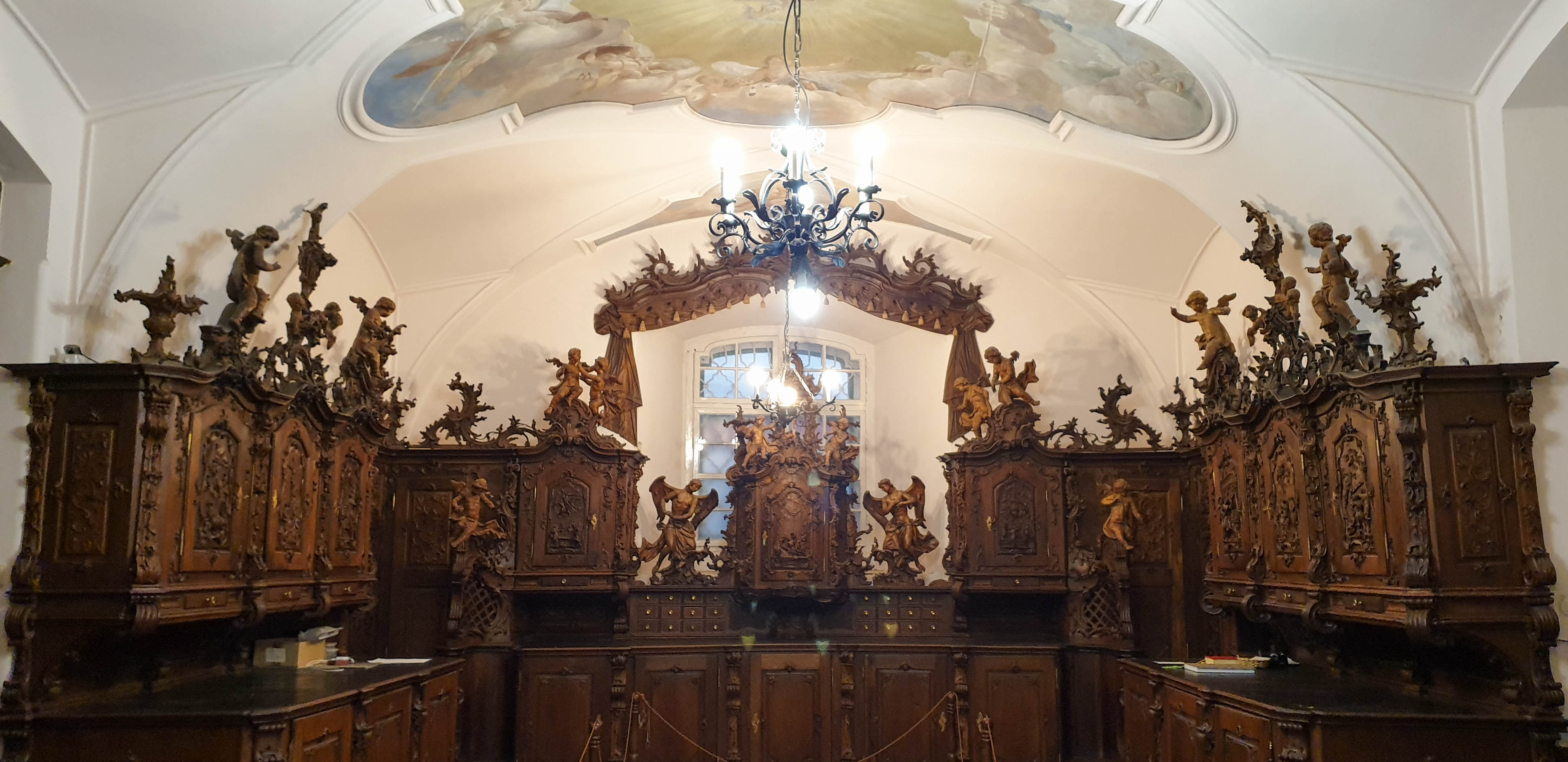
A rokokó sekrestyebútorzat Hyngeller János munkája

Egyedülálló érték a jobboldalt álló sekrestye rokokó bútorzata, melyet Európa egyik legszebb sekrestyebútorzatának tartanak. A pálosok hagyatéka, 1764 és 1767 között készítette Hyngeller János szerzetes.
A sötétbarna tölgyfa bútorzat a sekrestye három falán húzódik végig. Alsó részén fiókok, humorosan megoldott gyertyatartók kaptak elhelyezést, a felső, nagyobb szekrények pedig voltaképpen a templom oltárait ismétlik meg. Az ablak alatti tabernákulum oltárszerűen van kiképezve, ajtaján Jézus siratását, két oldalán a két védszent oltárképét: Nagyboldogasszonyt és Nepomuki Szent Jánost láthatjuk, utóbbin a templomi freskó több motívuma is megjelenik. A sarkokban egy-egy gyóntatófülke található. Baloldalt az ajtókon az oltároknak megfelelő sorrendben: Őrzőangyal, Szent Kereszt és Szent Imre domborműve, a túloldalon pedig Loyolai Szent Ignác, Xavéri Szent Ferenc és a bejárat oldalkápolnájában elhelyezkedő Gonzaga Szent Alajos alakja (eredetileg a hajó egyik mellékoltára volt Szent Alajosnak dedikálva). A sort kétoldalt egy-egy térdeplő zárja, melyek hátlapján Szent Pál, illetve Szent Péter látható.

## Harangok
Ma a templomnak négy harangja van:

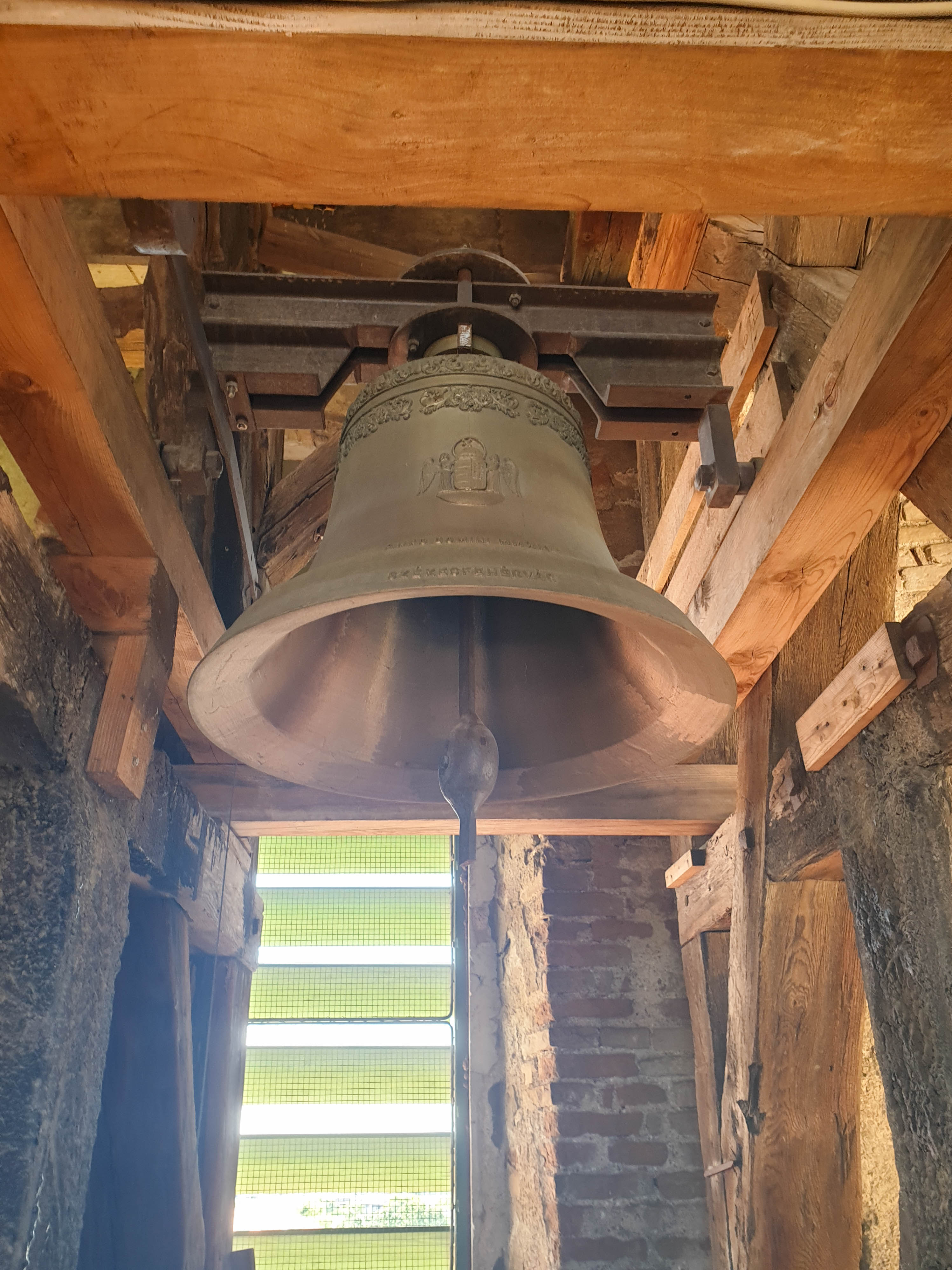
A templom Szentháromság-harangja

Szentháromság-harang: Gombos Miklós öntötte Őrbottyánban, 2014-ben. Súlya: 305 Kg, átmérője: 83 cm, hangja: b1; Felirata: "GLORIA PATRI ET FILIO ET SPIRITUI SANCTO" – (a szöveg felett látható a Szentháromság-dombormű). A harang alsó részén az alábbi szöveg olvasható: "ÖNTÖTTE GOMBOS MIKLÓS HARANGÖNTŐ MESTER ŐRBOTTYÁNBAN." A harang másik oldalán lévő felirat: "ANNO DOMINI MMXIV" , "SZÉKESFEHÉRVÁR"

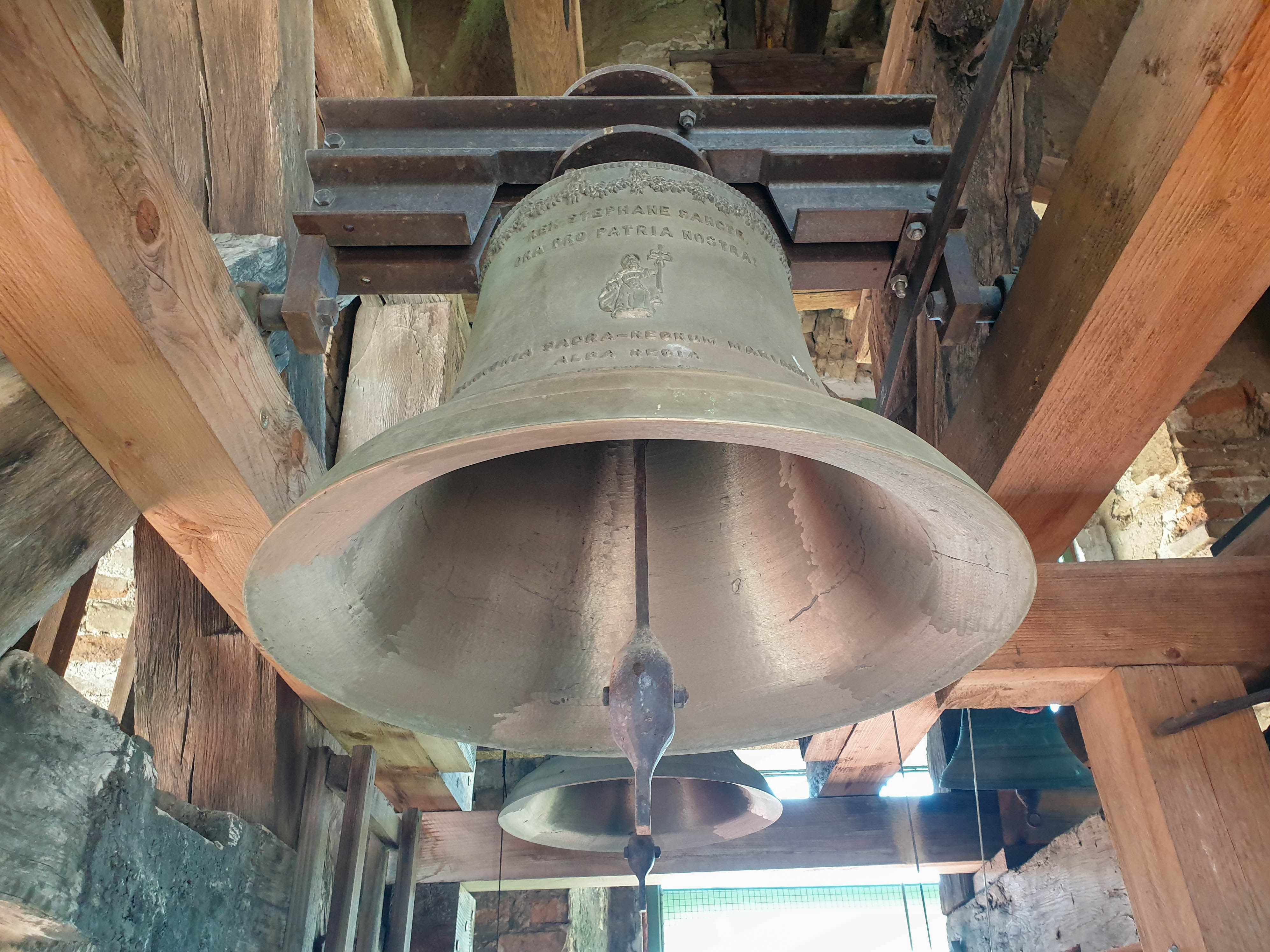
A templom Szent István király-harangja

Szent István király-harang: Gombos Miklós öntötte Őrbottyánban, 2014-ben. Súlya: 147 Kg, átmérője: 67,9  cm, hangja: cisz2; Felirata: "ISTEN DICSŐSÉGÉRE, ÉS SZENT ISTVÁN KIRÁLY TISZTELETÉRE ÖNTETETT ENGEM SZÉKESFEHÉRVÁR ÖNKORMÁNYZATA A CISZTERCI TEMPLOM RÉSZÉRE, A HÁBORÚBAN ELPUSZTULT HARANGOK PÓTLÁSÁRA, AZ ÚRNAK 2014. ESZTENDEJÉBEN." A harang másik oldalán lévő felirat: (Dombormű felett) "REX STEPHANE SANCTE, ORA PRO PATRIA NOSTRA!" (Dombormű alatt) "PANNONIA SACRA – REGNUM MARIANUM – ALBA REGIA"  A harang alsó részén az alábbi szöveg olvasható: "ÖNTÖTTE GOMBOS MIKLÓS ARANYKOSZORÚS HARANGÖNTŐ MESTER ŐRBOTTYÁNBAN."
Szent Tamás-harang: Gombos Miklós öntötte Őrbottyánban, 2014-ben. Súlya: 86 Kg, átmérője: 51 cm, hangja: g2; Felirata: "ISTEN DICSŐSÉGÉRE, ÉS SZENT TAMÁS APOSTOL TISZTELETÉRE ÖNTETETT ENGEM HUNYADI GÁBOR A SZÉKESFEHÉRVÁRI CISZTERCI TEMPLOM RÉSZÉRE, AZ ÚRNAK 2014. ESZTENDEJÉBEN." A másik oldalon egy feszület dombormű látható, alatta egy evangéliumi idézet: "MOST MÁR HISZEL TAMÁS, MERT LÁTTÁL ENGEM. BOLDOGOK AKIK NEM LÁTTAK, ÉS MÉGIS HISZNEK. (JN 20, 29) " A harang alsó felirata: "ÖNTÖTTE GOMBOS MIKLÓS ARANYKOSZORÚS HARANGÖNTŐ MESTER ŐRBOTTYÁNBAN."

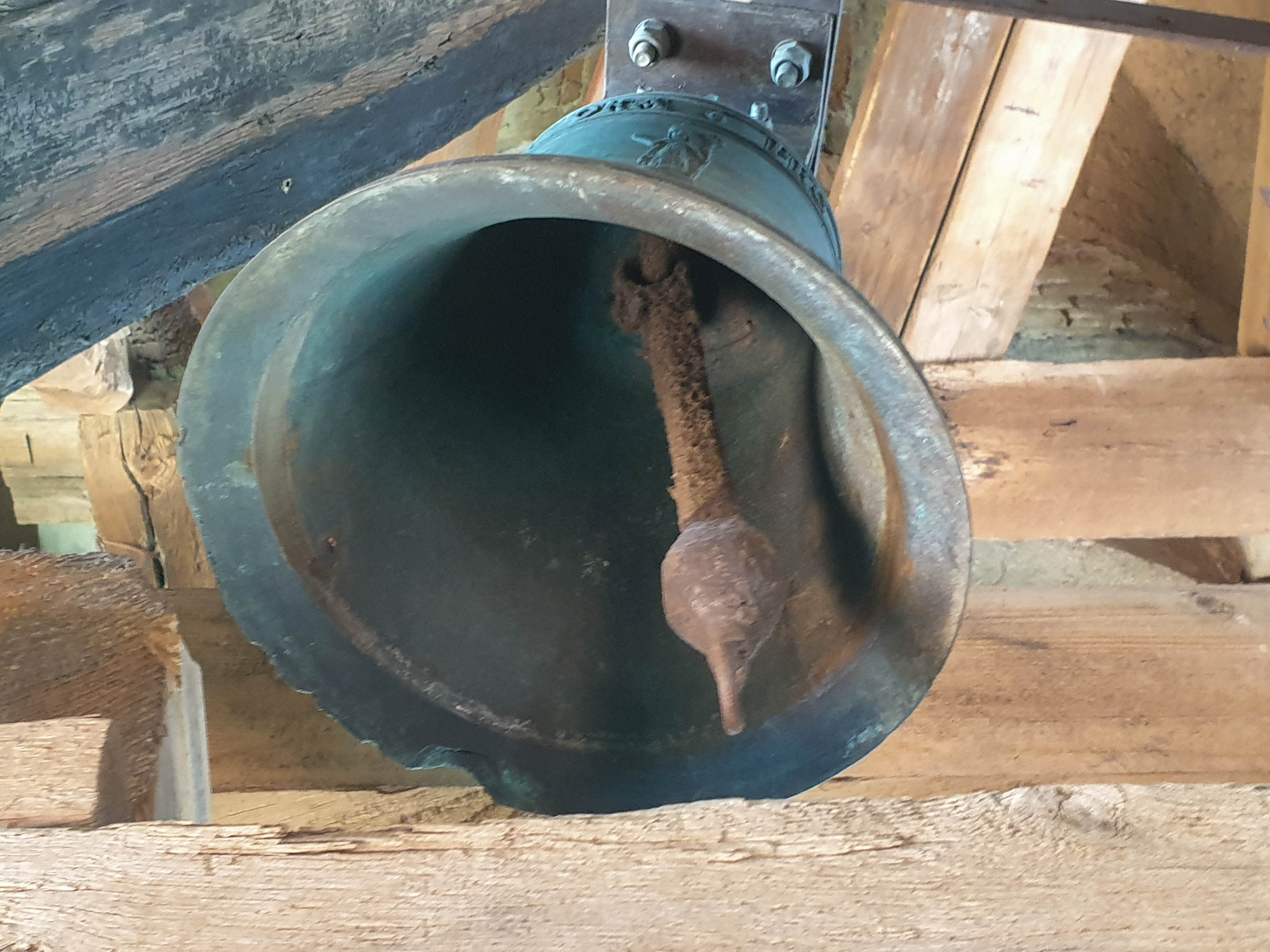
A templom legkisebb harangja, a Szent Jakab-csengő

Szent Jakab-csengő: Tomasso Garmagno öntötte Olaszországban, 1817-ben. Súlya 12 Kg, átmérője: 29,3 cm, hangja: d5. 2012-ig egy olaszországi Ciszterci rendi kápolna harangja volt, de rend feloszlott és így került a templomba. Idekerülésekor a templom huszártornyában tervezték elhelyezni, de végül az északi toronyba került.

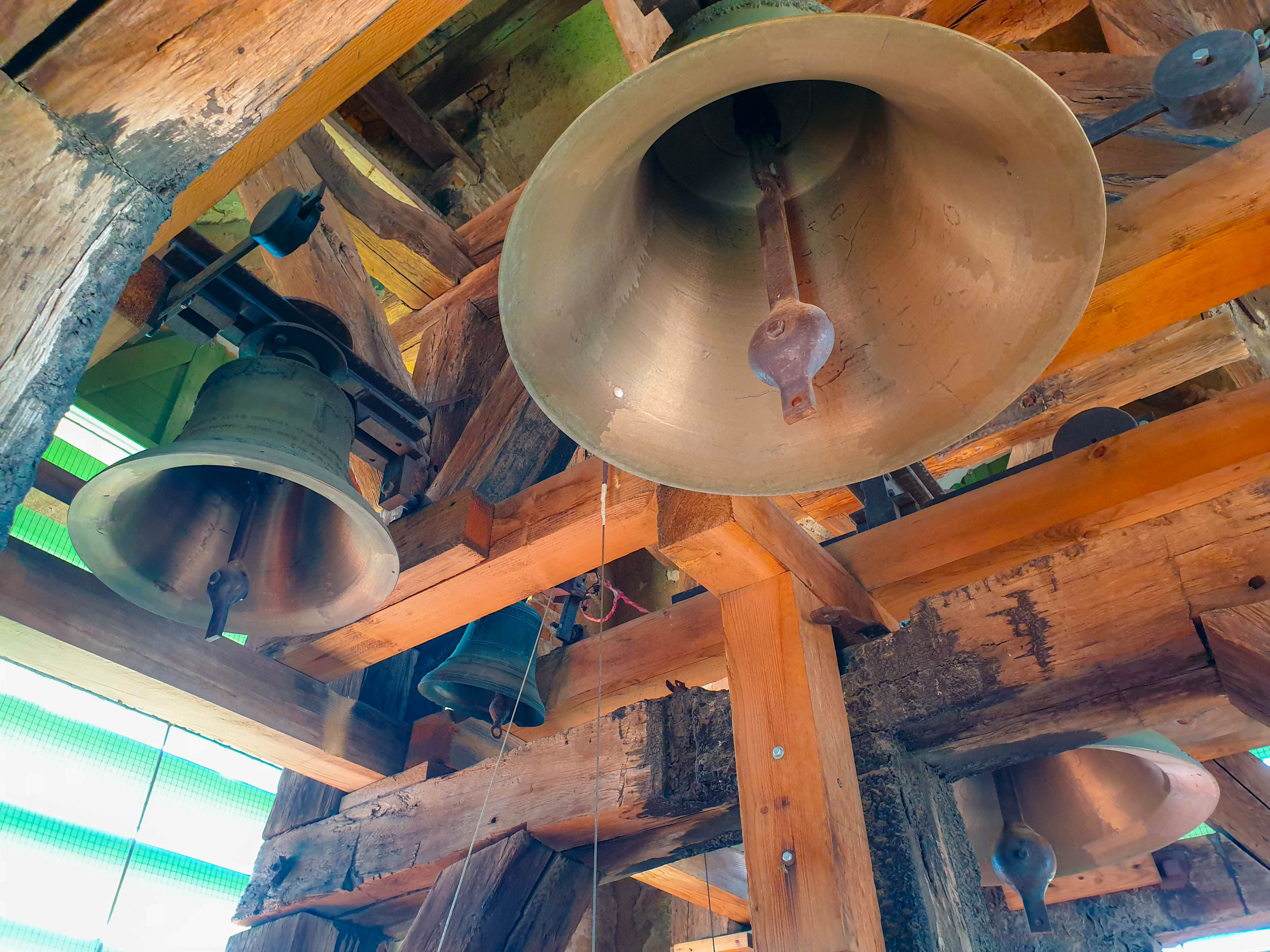
A négy harang elhelyezkedése az északi toronyban

A 3 új harangot Spányi Antal székesfehérvári püspök szentelte fel 2014. június 6-án. Mind a négy harang az északi toronyban található, a déli (Városház tér felőli) torony statikai állapota nem teszi lehetővé harangok elhelyezését. A harangok egyenes tölgy harangszéken, és kiemelt Gombos-jármon függenek. A három nagyobb harangnak tárcsás, míg a Szent Jakab-csengőnek füles koronája van. Az összes harang a járom kiemelése okán alulütős, vagy ejtős nyelvű, a nyelveket szintén a Gombos család őrbottyáni öntödéjében készítették. A harangokat egyenáramú húzómágnes hozza mozgásba, melyet a Bimm-Bamm Csoport telepített.

### Korábbi harangjai

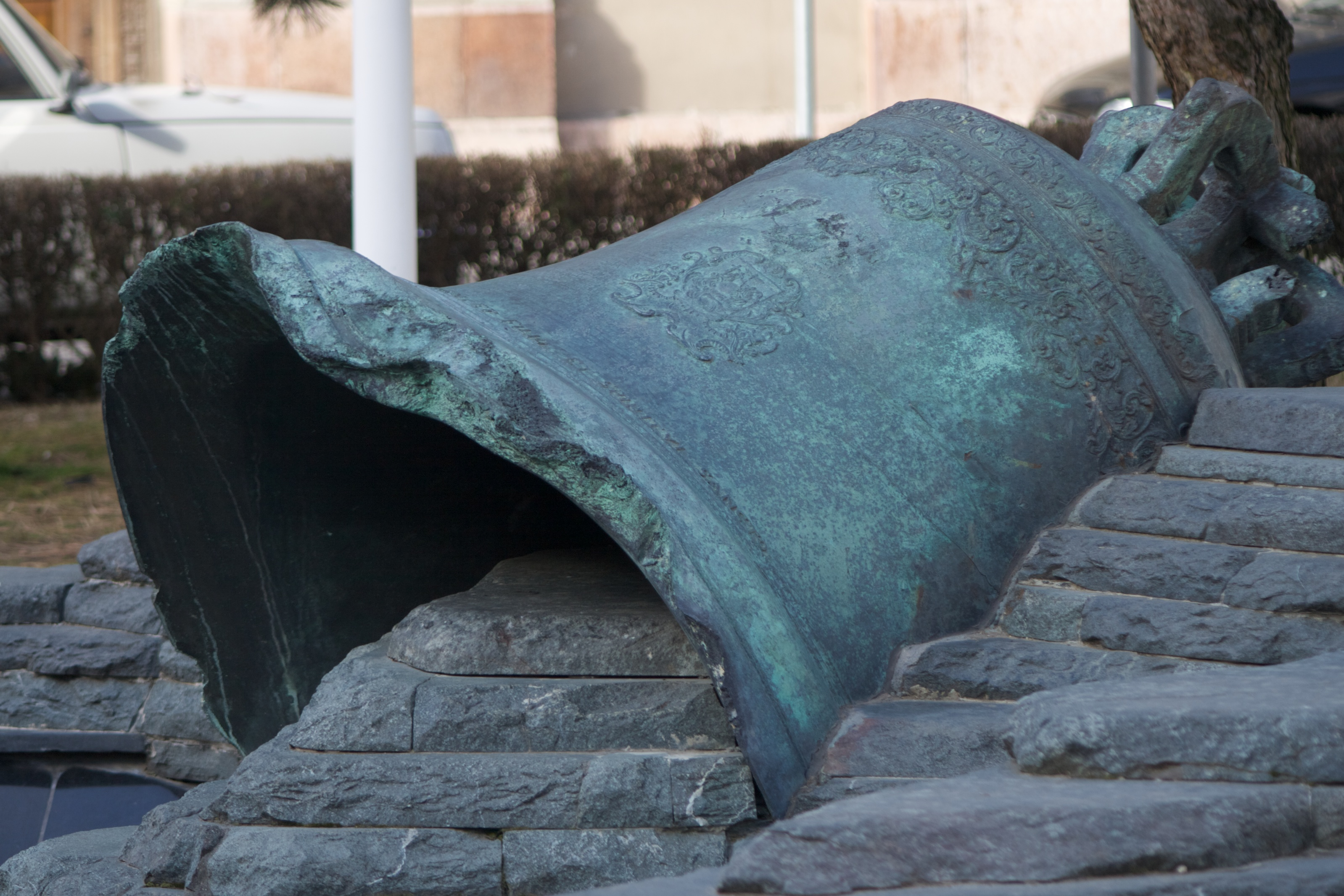
A templom régi nagyharangja a II. világháborús emlékműbe építve

1944-ig a templom tornyaiban 5 harang lakott, melyeket Zechenter Antal öntött Budán, a 18. században. A legnagyobb a déli, míg a 4 kisebb az északi toronyban volt elhelyezve. Az első világháborút mindegyik túlélte, a második világháborúban azonban a templomot súlyos bombatalálat érte, a harangok megrongálódtak. A legnagyobb Szentháromság-harang leszakadt, és elrepedt. A harangot restaurálták, az 1990-es években egy világháborús emlékműbe építették bele. A kisebb harangok elpusztultak. A tornyok évtizedekre elnémultak.

#### A déli toronyban
Szentháromság-nagyharang: 2190 kg tömegű volt, H0 hangon szólt. Felirata: „Gloria Patri et Filio et Spiritui Sancto" – magyarul: „Dicsőség az Atyának és Fiúnak és Szentléleknek". A harang oldalán egy Szentháromság kép található. A város egyik legnagyobb harangja volt.

#### Az északi toronyban
Titulus nélküli Nagy-középharang: kb. 1200 kg tömegű, D1 hangon szólt. Felirata:„Ecce crucem Domini, fugite partes adversae" – magyarul: ,,Íme az Úr keresztje, fussatok ellenfelek". A harang oldalán egy kereszt volt. A harangnak nem volt védőszentje. Az északi torony legnagyobb lakója volt.
Szeplőtlen Szűz-középharang: 650 kg tömegű volt, Fisz1 hangon szólt. Felirata:„Dignare me laudare Te virgo sacrata" – magyarul: ,Engedd, hogy téged dicsérjelek, szent Szűz". A harang oldalán a Szent Szűz képe volt látható.
Loyolai Szent Ignác-kisharang: 450 kg súlyú, A1 hangon szólt. Felirata:„Tu nos ab hoste protege" – magyarul: ,,Védj meg az ellenségtől bennünket". A harang oldalán Loyolai Szent Ignác képe volt látható.
Nepomuki Szent János-lélekharang: 180 kg súlyú, D2 hangon szólt. Felirata:„Protector noster respice in servos tuos" – magyarul:,,Védőnk, tekints le ránk, szolgáidra". A harang oldalán Nepomuki Szent János képe volt látható.

## Galéria

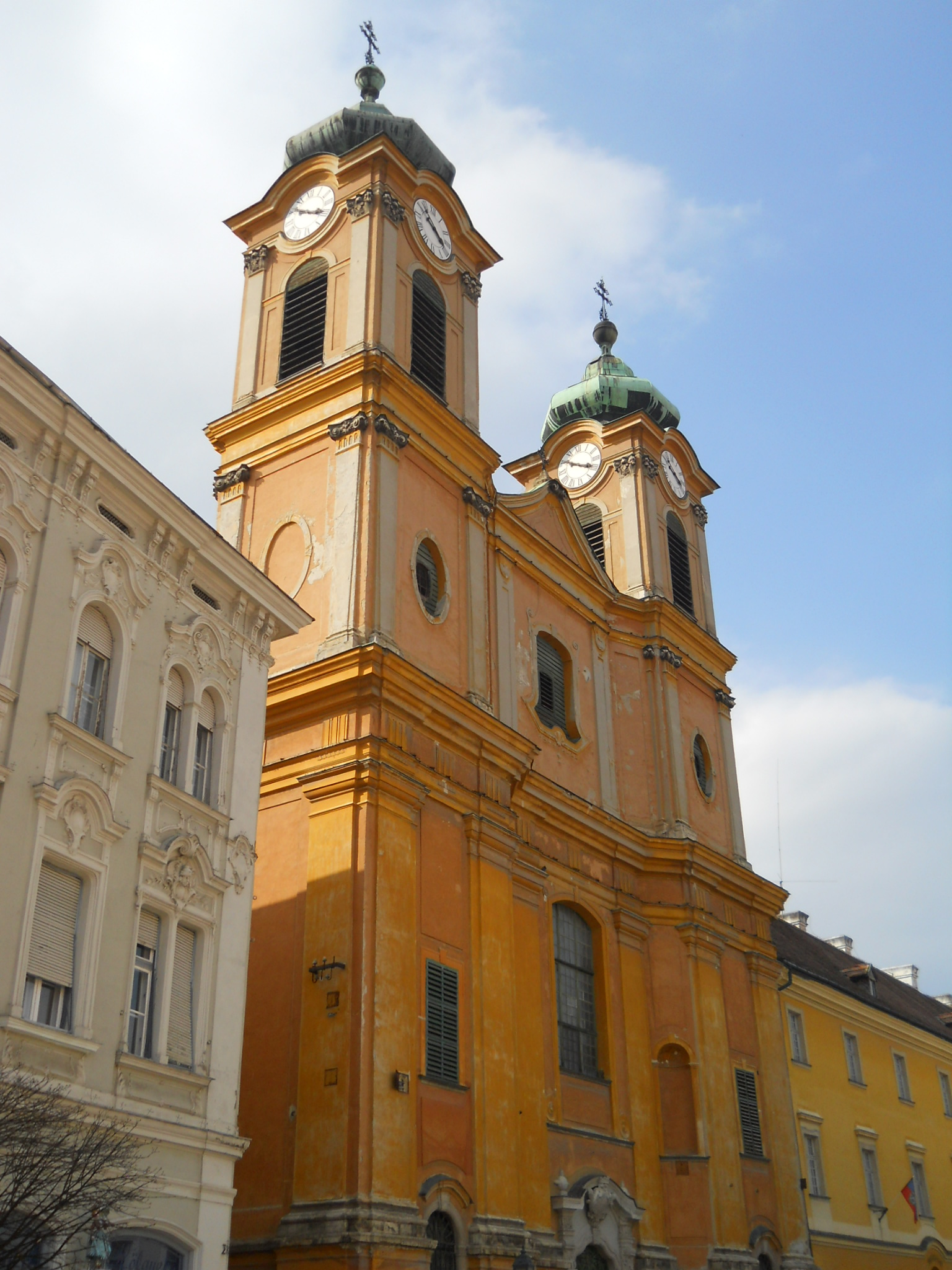
A templom a 2014-es felújítás előtt…
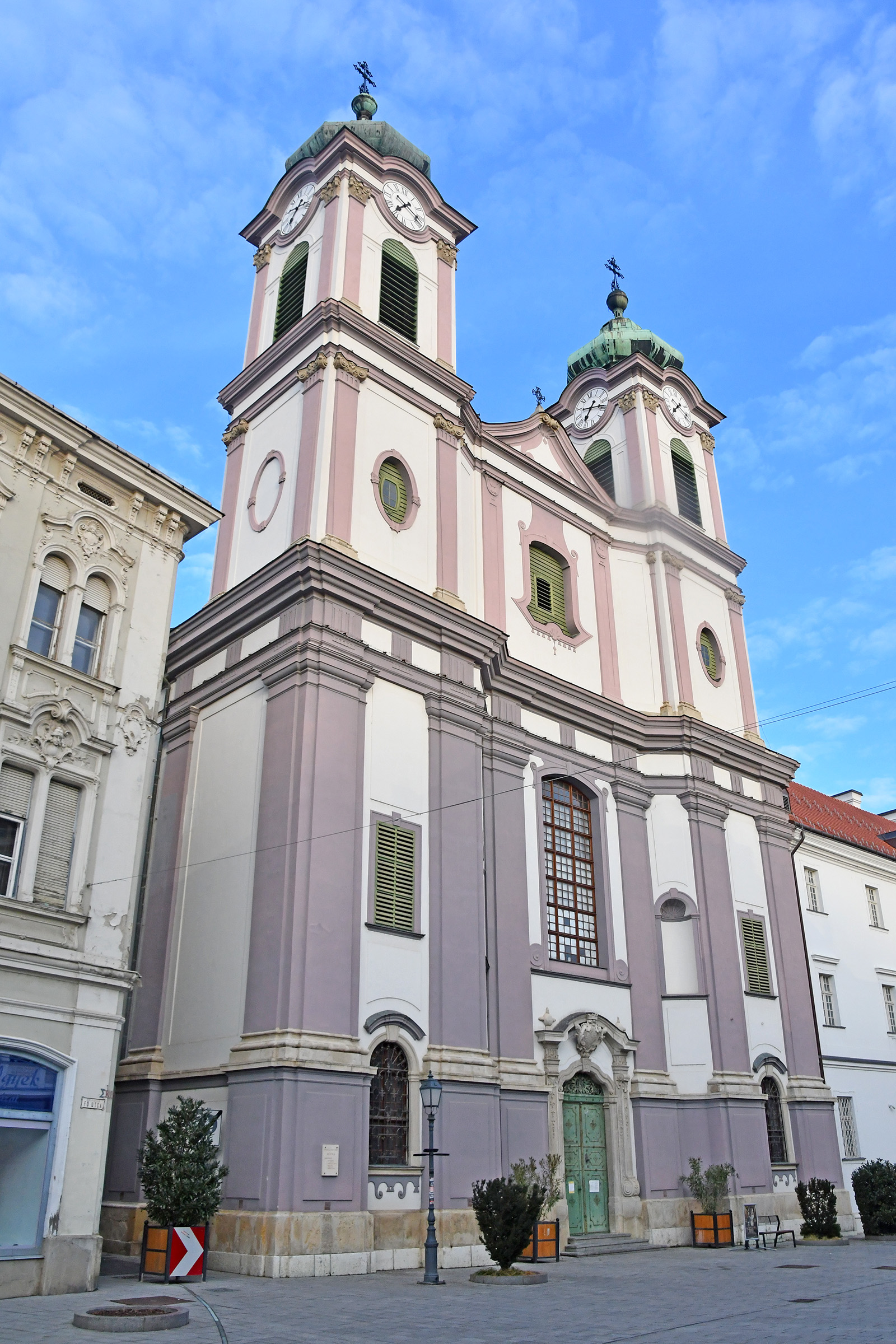
…és a felújítás után
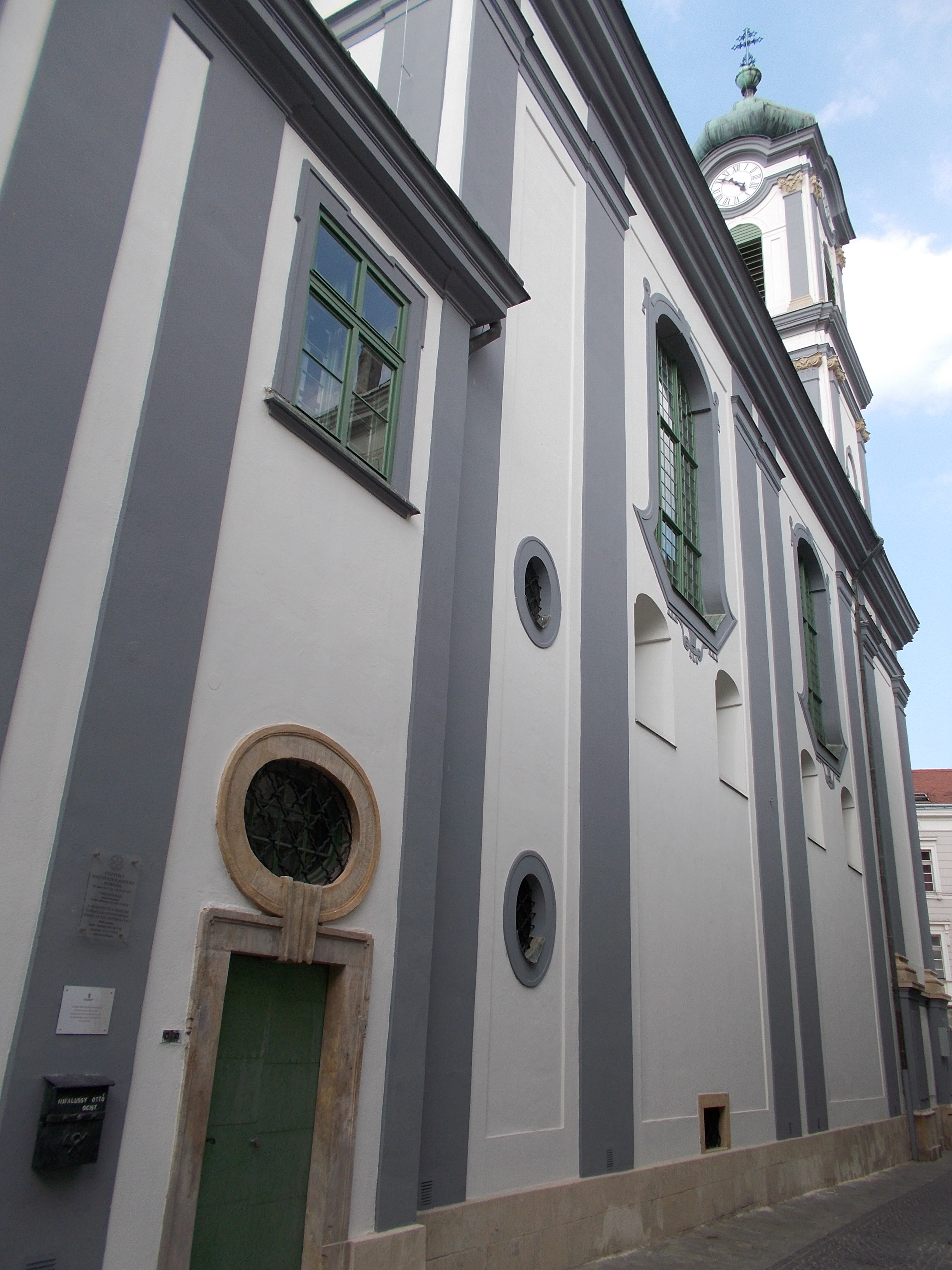
Szent János köz
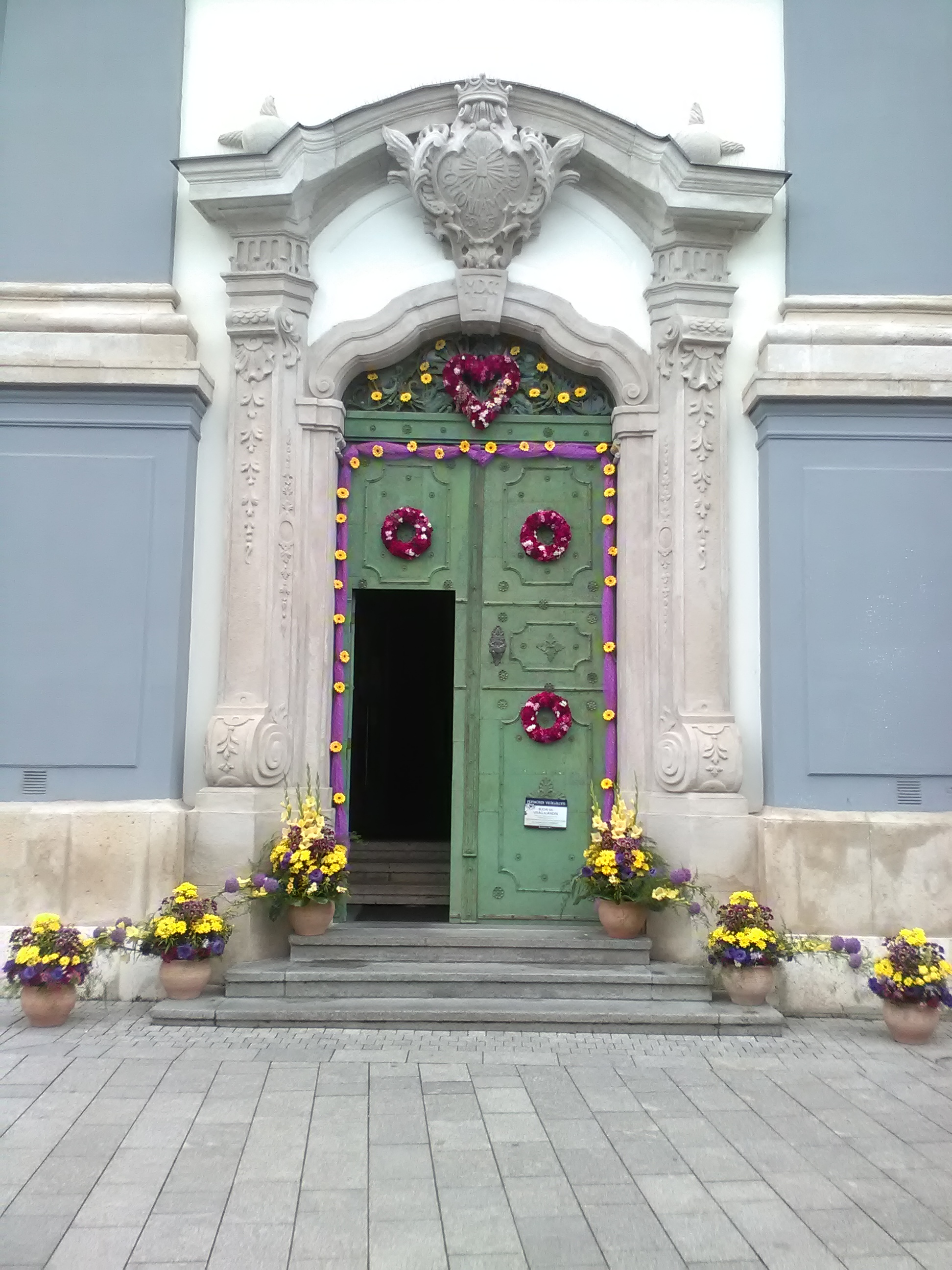
Főbejárat pünkösdkor
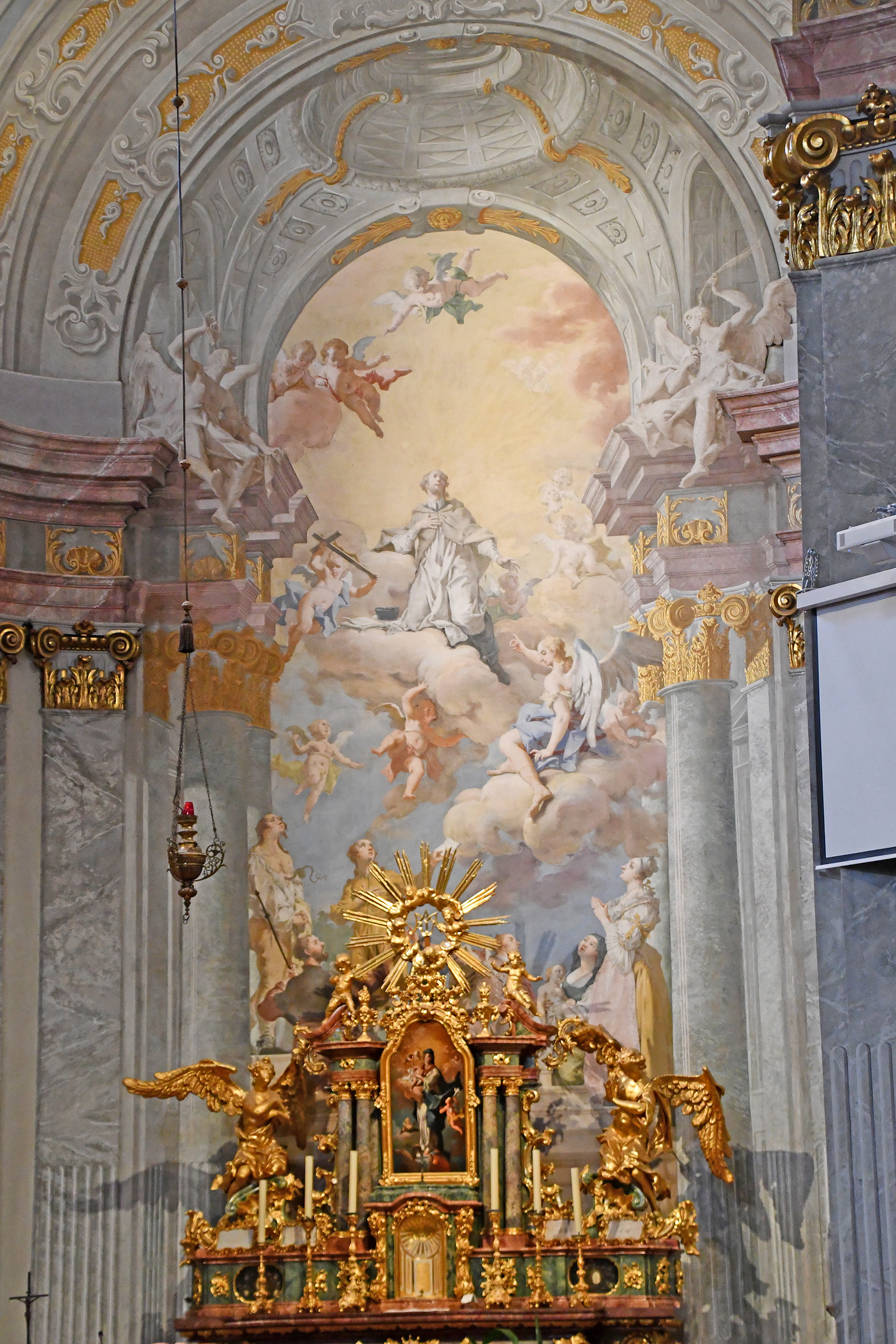
A főoltár
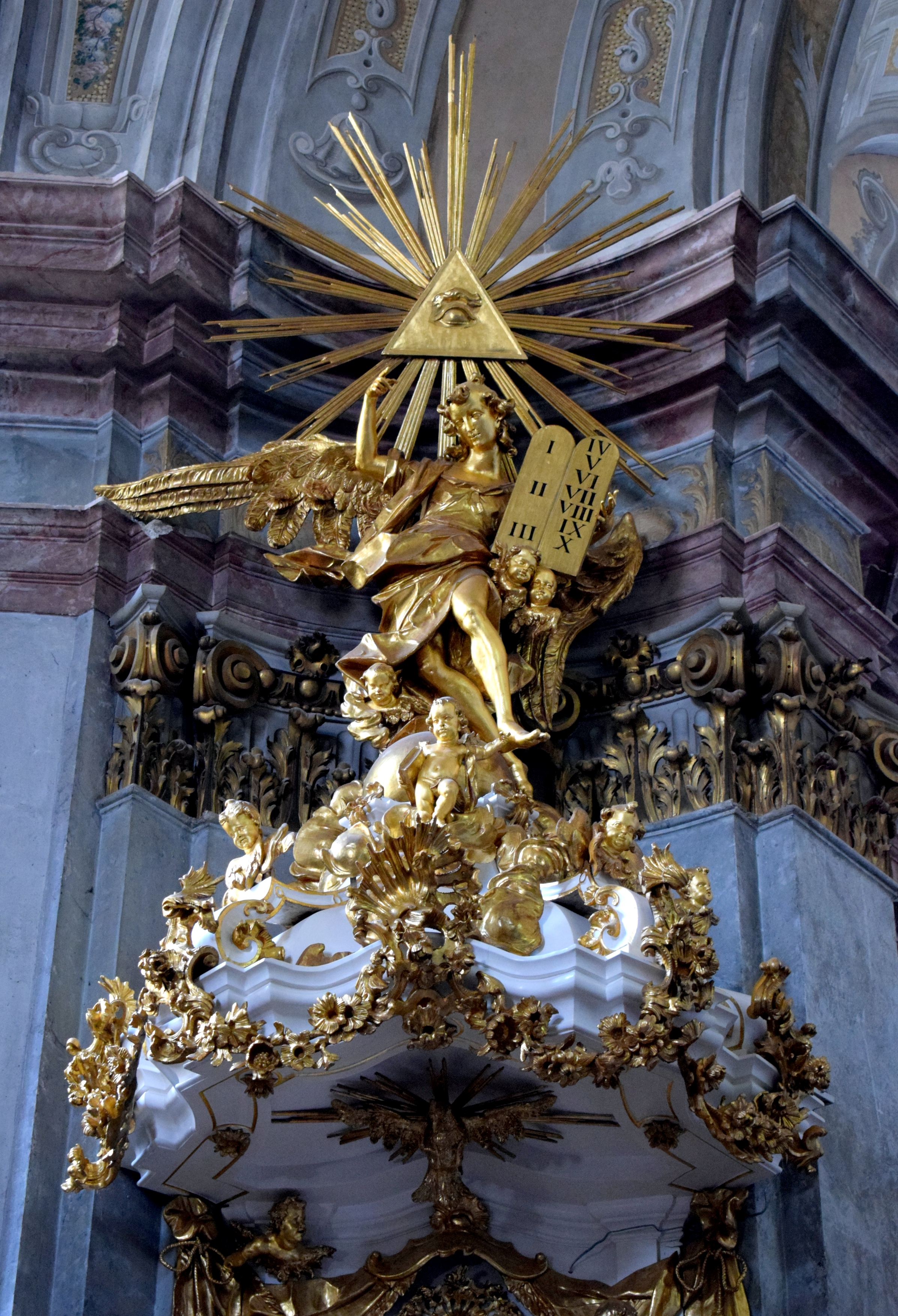
Mindent látó szem a szószék fölött
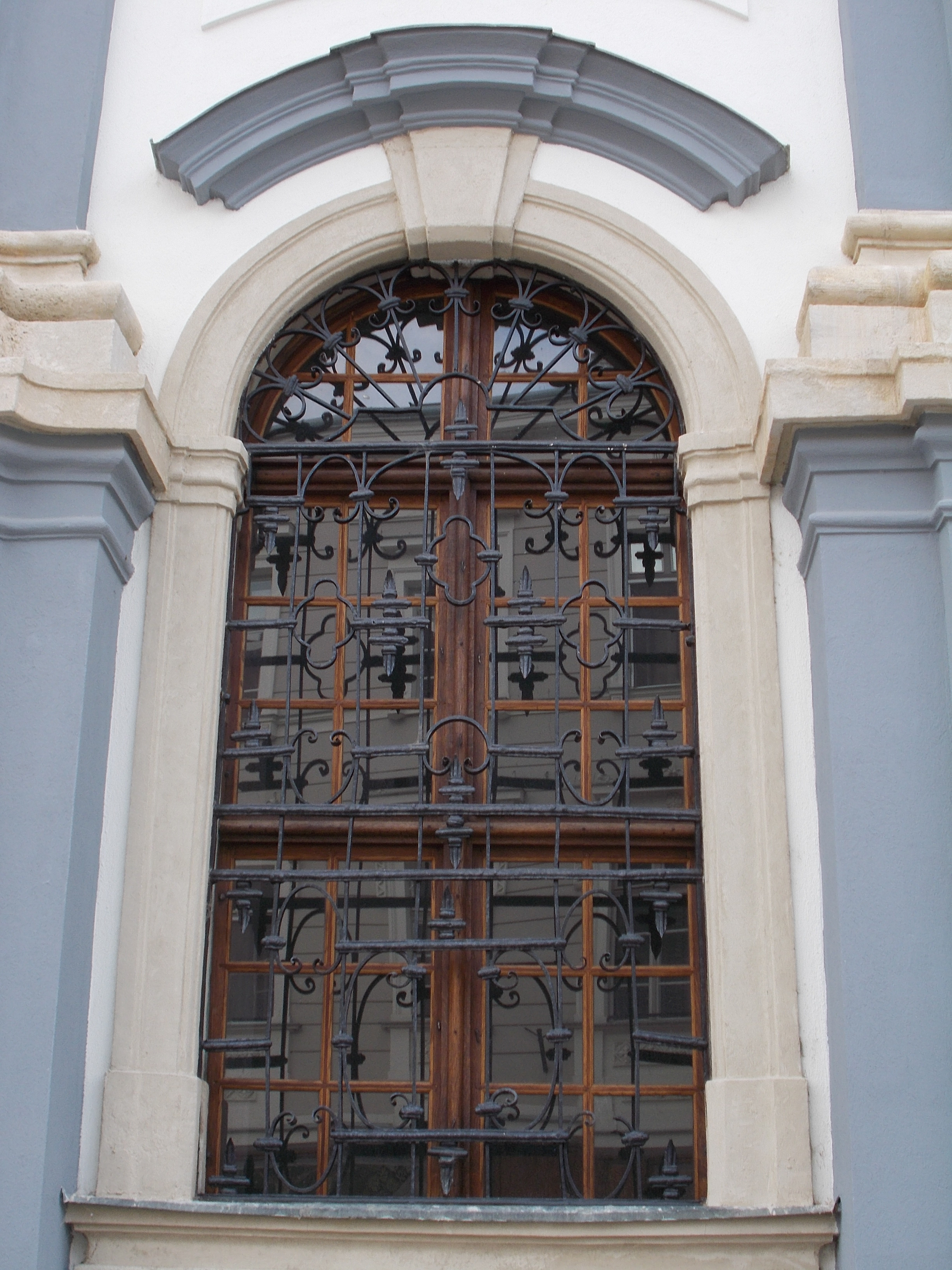
Míves ablak
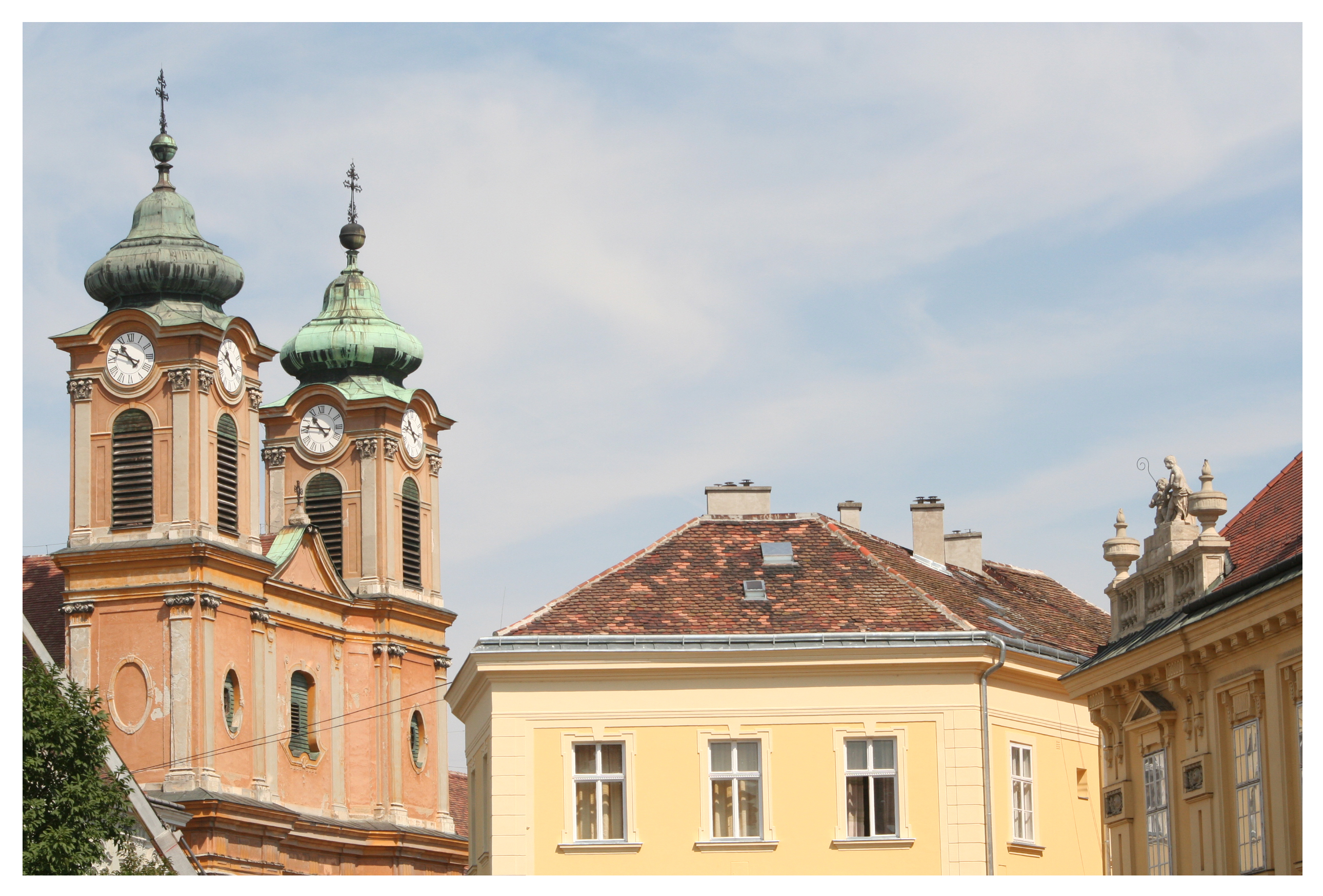
A templom tornyai a felújítás előtt